# Wevelgemse Tripel
Wevelgemse Tripel is een Belgisch biermerk. Het wordt gebrouwen door Brouwerij De Ranke te Dottenijs in opdracht van Bierwinkel Bacelle uit Wevelgem.

## Achtergrond
Wevelgemse Tripel werd voor het eerst geproduceerd in 1997 ter gelegenheid van 800 jaar Wevelgem en is sindsdien permanent verkrijgbaar. De zaakvoerder van Bierwinkel Bacelle, Tonino Bacelle, liet het naar een origineel recept brouwen bij Brouwerij De Ranke. De broer van Tonino Bacelle, Nino Bacelle, is mede-eigenaar en oprichter van Brouwerij De Ranke.

## Het bier
Wevelgemse Tripel is een blonde tripel met een alcoholpercentage van 8%.